# Józef Ostrowski

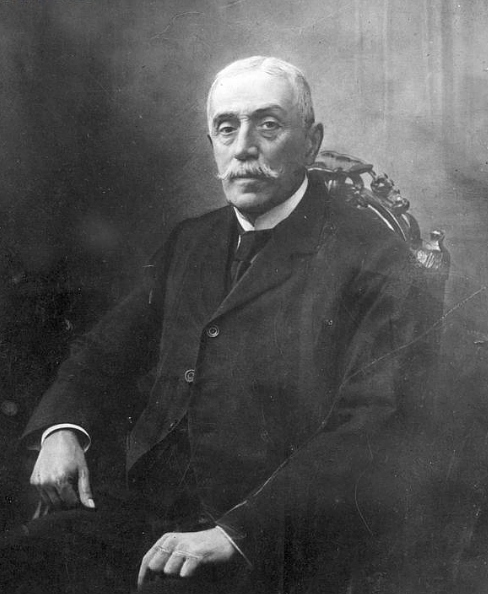
Józef Ostrowski

Józef August Ostrowski (* 21. Januar 1850 in Maluszyn bei Radomsko (damals Kongresspolen); † 20. Juni 1923 ebenda) war ein polnischer Aristokrat, Großgrundbesitzer und Politiker.
Er studierte zunächst an der Fakultät für Recht und Verwaltung an der Universität Warschau, dann an der Universität Berlin. Es folgte ein Studium der Agrarwissenschaft in Halle (Saale) und Hohenheim. Lange Zeit arbeitete er für die Landkreditgesellschaft (Towarzystwo Kredytowe Ziemskie). 1905 gründete er die Partei für Realpolitik (Stronnictwo Polityki Realnej). Im Ersten Weltkrieg wechselte er sein politisches Konzept und unterstützte die Mittelmächte. Vom 27. Oktober 1917 bis zum 14. November 1918 war er eines von drei Mitgliedern des Regentschaftsrates. In seiner Wohnung erfolgte am 11. November 1918 die Übergabe der militärischen Macht durch die Deutschen, drei Tage später auch der politischen an Józef Piłsudski.
| Personendaten    | Personendaten                                          |
| ---------------- | ------------------------------------------------------ |
| NAME             | Ostrowski, Józef                                       |
| ALTERNATIVNAMEN  | Ostrowski, Józef August (vollständiger Name)           |
| KURZBESCHREIBUNG | polnischer Aristokrat, Großgrundbesitzer und Politiker |
| GEBURTSDATUM     | 21. Januar 1850                                        |
| GEBURTSORT       | Maluszyn bei Radomsko                                  |
| STERBEDATUM      | 20. Juni 1923                                          |
| STERBEORT        | Maluszyn                                               |